# پادشاهی لهستان (۱۳۸۵–۱۵۶۹)
پادشاهی لهستان دولتی لهستانی تحت فرمان خاندان یاگیلون بود که در ۱۳۸۵ میلادی پس از بر تخت نشستن ولادیسلاو دوم، دوک بزرگ لیتوانی، بر تخت شاهی لهستان تأسیس شد. عهدنامه کروو باعث اتحاد لهستان و لیتوانی تحت یک فرمانروای متحد شد. از آن پس، شاهان این دو سرزمین همواره افراد یکسانی بودند و سرانجام با پیمان صلح لوبلین در ۱۵۶۹ میلادی، دو کشور رسماً یکی شدند.